# Die Jugend des Magiers
Die Jugend des Magiers ist ein US-amerikanischer Abenteuerfilm aus dem Jahr 1987. Der Fernsehfilm erzählt lose die Geschichte von Harry Houdini nach.

## Handlung
Während einer Vorstellung vollführt Harry Houdini die dramatische Inszenierung seiner „Chinesischen Wasserfolterzelle“ vor großem Publikum. Es gelingt ihm mal wieder alle Menschen in Staunen zu versetzen. Sein Freund Arthur Conan Doyle ist nicht minder begeistert und glaubt, dass es mehr als Trick war, vielleicht etwas übersinnliches und mystisches. Doch Houdini glaubt nicht an so etwas. Es war nur ein Trick. Er glaube auch nicht wirklich an übersinnliche Dinge, obwohl er einst als Junge etwas erlebt habe, was er sich nicht erklären könne. Wenn Doyle es nie jemanden weiter verraten werde, erzähle Houdini ihm die Geschichte.
1886 lebte Erik Weisz mit seiner Familie in Appleton, Wisconsin. Gemeinsam mit seinem Bruder Theo trat er vor anderen Kindern als Prince of the Air auf. Er probierte sich als Trapez- und als Entfesselungskünstler, wobei sein Vater, der ortsansässige Rabbiner, sich über die großen Träume, der größte Zauberer aller Zeiten werden zu wollen, wundert. Schließlich könne man als Schlosser 500 bis 600 Dollar pro Jahr verdienen. Keiner versteht seine Träume, außer der Zauberer The Great Merlin, der auf der Durchreise nach Chicago im lokalen Hotel übernachtet. Er ermutigt den jungen Erik weiterzumachen, so dass dieser kurz darauf beschließt, von zu Hause auszureißen, um ihm nach Chicago zu folgen und dessen Assistent zu werden. Nur nimmt er leider den falschen Zug und landet stattdessen in Kansas City, wo er Dr. Tybolt Grimaldi und dessen schöne Enkelin Calpernia kennenlernt. Er kann sie davon überzeugen, ein Entfesselungskünstler zu sein, wodurch er sich den beiden und Chief Greywolf, einem Medizinmann des Menotok-Stammes, anschließend darf.
Er reist mit ihnen fortan durchs Land und hat mehrere Auftritte in mehreren Städten, darunter auch eine Entfesselungsnummer bei Goldminenarbeitern. Diese sind besonders erpicht darauf, zu beweisen, dass alles nur ein Trick sei. So wettet einer der Minenarbeiter eine wertvolle 20-Dollar-Münze, dass Erik sich nicht befreien kann. Er wird in eine Kiste gesperrt und mit einem Seil über eine Schlucht gehängt. Plötzlich reißt das Seil, die Kiste stürzt hinab und zerschellt auf den Felsen. Alle glauben, dass Erik dabei ums Leben kam. Doch wie durch Zauberhand steht er plötzlich hinter den Arbeitern. Alle sind verwundert und auch Erik gesteht später, sich nicht an seine Flucht erinnern zu können. Chief Greywolf verrät es ihm später im Stillen. Erik verspricht es niemanden weiterzuerzählen und erfährt, wie einst die Indianer vom großen Geist mit der Kraft begünstigt wurden. So hatte der große Geist immer einen Auserwählten, der über die Kraft verfügte, sich materialisieren zu können. Da Erik der Auserwählte zu sein scheint, erklärt sich Chief Gerywolf bereit ihn zu unterrichten und erklärt ihm die zwei wichtigsten Regeln. Er solle die Kraft immer verleugnen und so lange verleugnen, bis alle Zweifler daran glauben, dass er die Kraft nicht habe. Mit Kraft der Imagination reisen sie anschließend von einer Wüste aus über Berge, bis sie in eine Kleinstadt kommen. Dort zeigt er ihm die Kraft und wie er nur mit einem Fingerschnippen alles bekommen könne, was er sich wünsche. Allerdings solle er sich auch nicht verführen lassen, denn der einfachste Weg ist nicht immer der Beste, weswegen sich Erik schließlich für den geduldigeren entscheidet.
Während der Auftritte und der gemeinsamen Reise durch die Städte hat sich Erika in die schöne Calpernia verliebt. Unglücklicherweise ist sie einem jungen Mann aus Ellsworth versprochen. Nachdem vor etwa einem Jahr bei einem Brand fast ihr ganzes Gut verloren gegangen war, musste Tybolt einen Kredit aufnehmen, wobei er die Hand seiner Tochter als Pfand hinterließ. Zwar habe man nun 50 Prozent des Geldes zusammen, aber als die Johnsons bei einem ihrer Auftritte erscheinen, verweigern sie die Annahme und wollen lieber die Hand der Tochter sehen. Da Calpernia sich weigert, versucht Wesley, dem das Mädchen nun gehört, sie mit Gewalt zu holen. Mit seiner Kraft stellt sich ihm Erik entgegen und verwandelt dessen Peitsche erst in einen Stock und anschließend in eine Schlange. Bevor der Kampf eskaliert, erscheint der Sheriff und regelt den Konflikt. Die Johnsons sollen mit einem Priester später wiederkommen, um die rechtmäßige Eheschließung von Calpernia zu vollziehen. Um Calpernia dieses Schicksal zu ersparen, reist Erik zu den Johnsons, wo er seine Kraft einsetzen will. Doch Chief Greywolf erscheint und kehrt die Auswirkungen seiner missbrauchten Kraft wieder um. Nachdem die Johnsons schließlich bei all der Zauberei flüchteten, übergibt Chief Greywolf Erik ein Amulett, welches ihn daran erinnert, dass er mal ein großer Zauberer werden wollte.
Als Erik dann im Wagen von Tybolt erwacht, erfährt er, dass er nie aus der Kiste entkommen ist. So, erzählt Houdini Doyle, war das alles wohl nur ein Traum gewesen. Später kehrte er zu seiner Familie zurück. Calpernia heiratete nur ein Jahr später einen jungen Mann von einer Tageszeitung und hatte vier Kinder mit ihm, wobei der älteste Erik heißt. Tybolt hingegen ist bis zu seinem Tod vor zwei Jahren in Atlantic City noch weiter von Stadt zu Stadt gezogen, um seine Shows aufzuführen und Zauberöle zu verkaufen. Chief Greywolf kehrte bereits wenige Tage nach dem Traum nicht mehr vom Feuerholzholen zurück und wurde nie wieder gesehen. Damit verabschiedet Houdini Doyle in die Nacht und holt sein Amulett aus seiner Jackentasche.

## Hintergrund
Bei der Primetime-Emmy-Verleihung 1987 wurde der Fernsehfilm mit einer Nominierung in der Kategorie Bestes Jugendprogramm bedacht.
Die Erstausstrahlung des Films war am 15. März 1987 auf ABC. In Deutschland wurde er am 19. Juni 1994 zum ersten Mal auf PREMIERE ausgestrahlt. Eine deutschsprachige Veröffentlichung auf VHS, DVD oder Blu-ray Disc liegt nicht vor.

## Kritik
Das Lexikon des internationalen Films meinte: „Eine komödiantisch angehauchte fiktive Lebensgeschichte des bekannten Magiers in konventioneller, aber unterhaltsamer Machart.“